# Brüxgen
Brüxgen ist ein Ortsteil der Gemeinde Gangelt im Kreis Heinsberg im Bundesland Nordrhein-Westfalen.

## Geographie

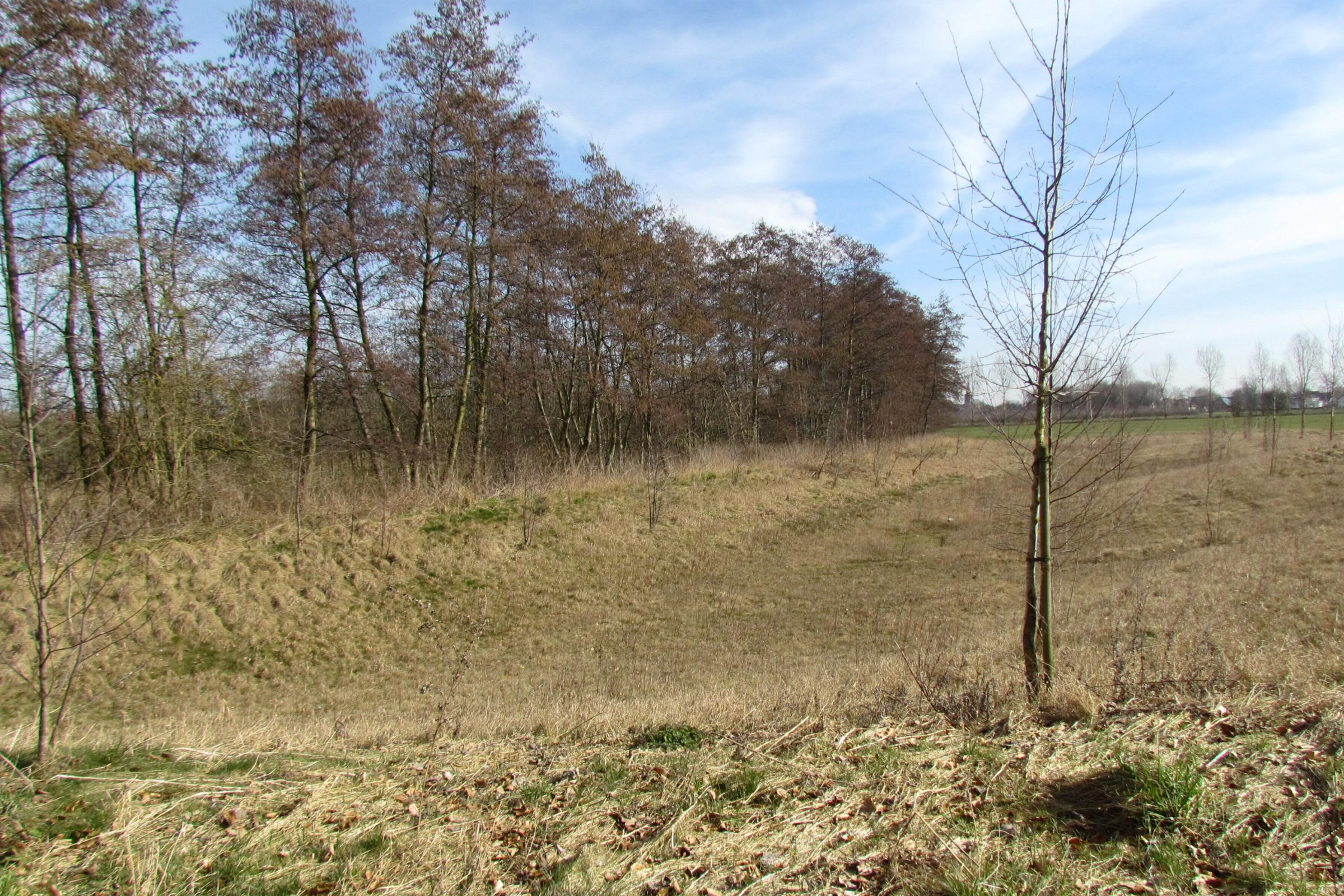
Feuchtwiesen

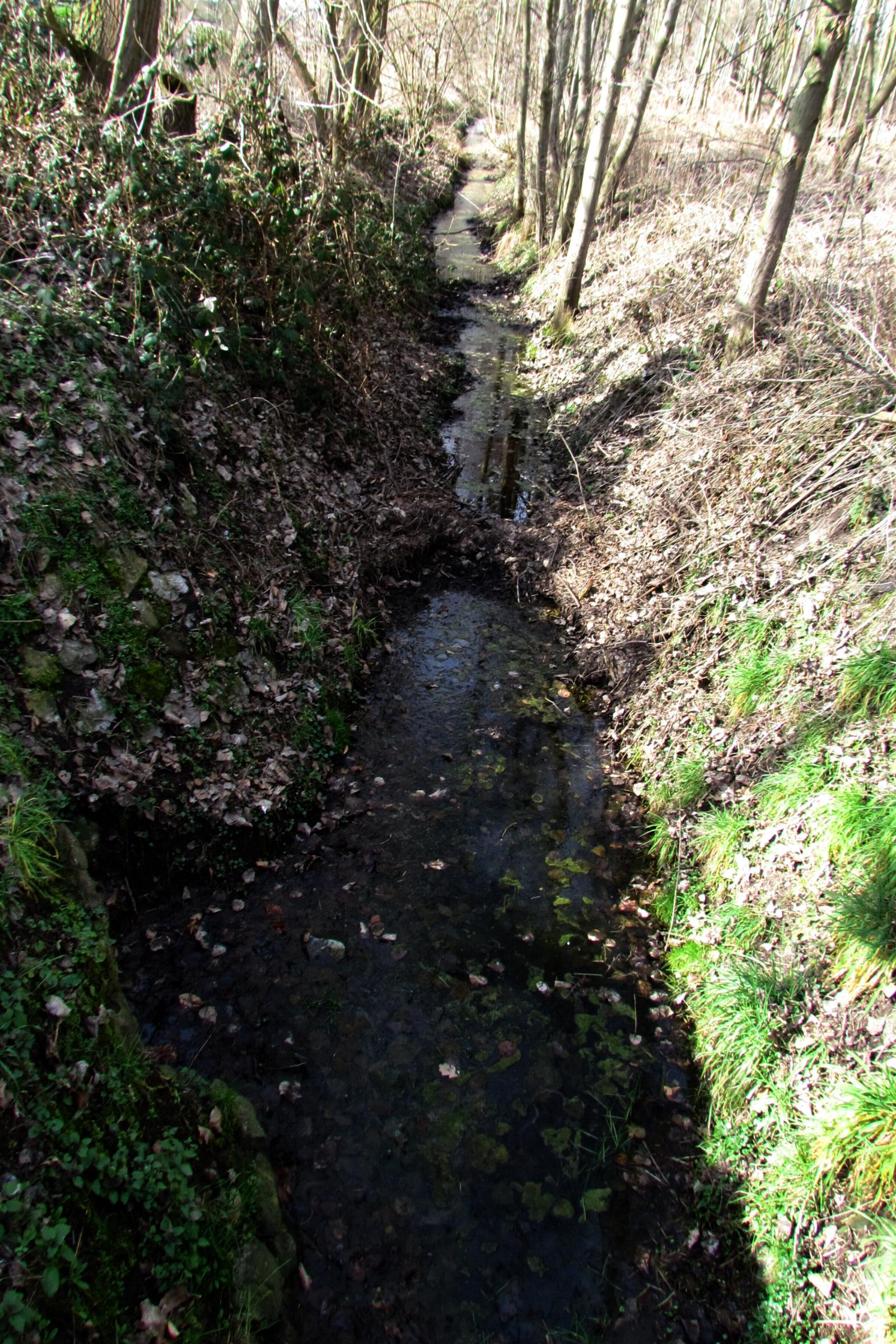
Der Saeffeler Bach bei Brüxgen

### Lage
Brüxgen liegt ca. 4 km nördlich von Gangelt an der Kreisstraße 17. In der Nähe des Ortes befindet sich am Saeffeler Bach das Naturschutzgebiet Höngener- und Saeffeler Bruch.

### Gewässer
Bei Starkregen und bei Schneeschmelze fließt das Oberflächenwasser aus den Bereich Brüxgen in den Saeffelbach (GEWKZ 2818222) und dann weiter über den Rodebach in die Maas. Der Saeffelbach hat eine Länge von 12,747 km bei einem Gesamteinzugsgebiet von 47,479 km².

### Nachbarorte
| Breberen     | Nachbarheid                                 | Braunsrath |
| Buscherheide | Kompassrose, die auf Nachbargemeinden zeigt | Langbroich |
| Hastenrath   | Schümm                                      | Vinteln    |

### Siedlungsform

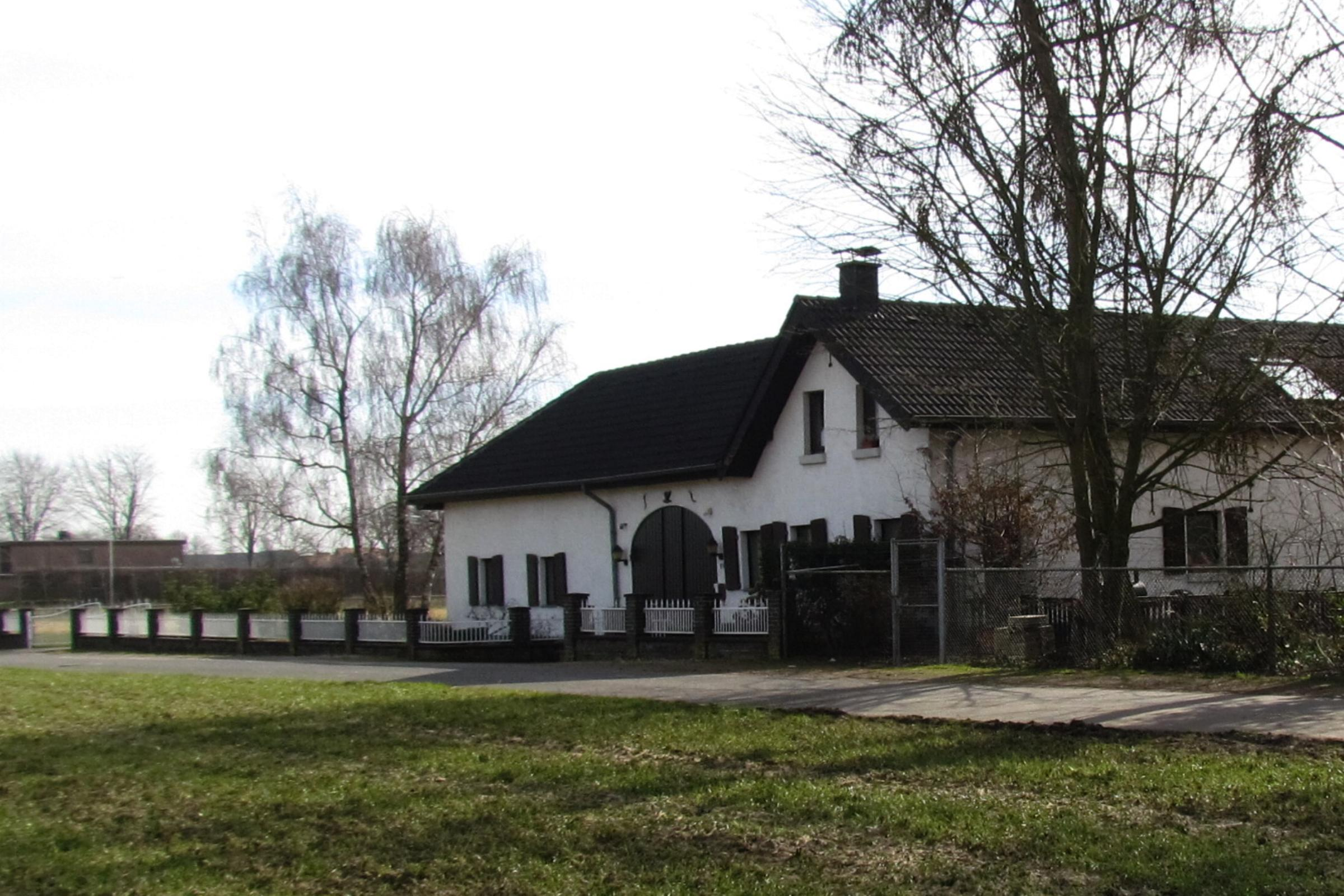
Gehöft am Ortsrand

Brüxgen ist ein locker bebautes Straßendorf im Tal des Saeffelbachs.

## Geschichte

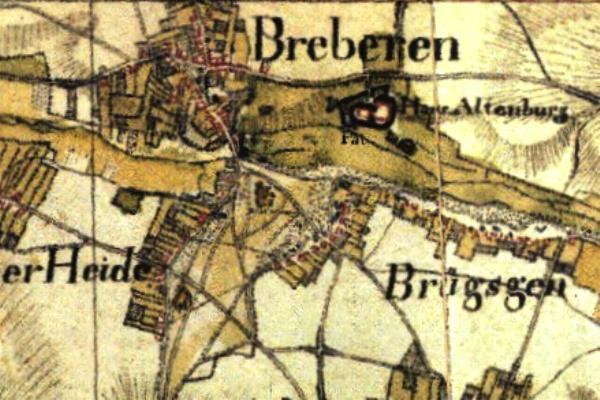
Brüxgen auf der Tranchotkarte 1803–1820

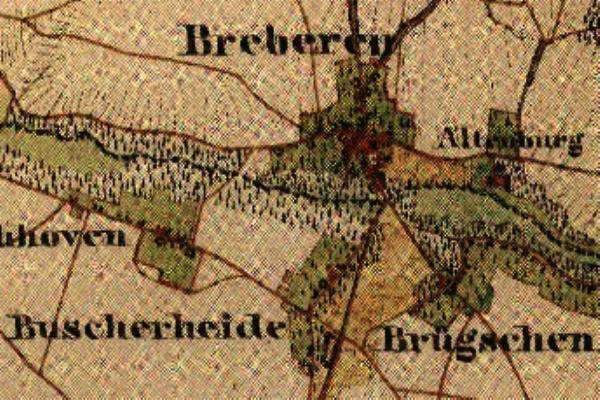
Brüxgen auf der Urkatasterkarte von 1846

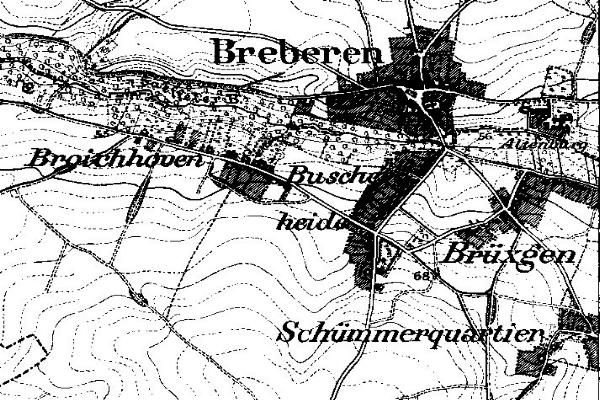
Brüxgen auf der Neuaufnahme von 1912

### Ortsname
- 1520 Broekelken
- 1502 Brockßgen
- 1820 Brügsgen
- 1846 Brügschen
- 1912 Brüxgen

### Ortsgeschichte
Brüxgen gehörte früher zum Jülicher Amt Millen. Das Gericht und die katholische Pfarre waren in Gangelt angesiedelt. Aus Familiengeschichten ist bekannt, dass während des 18. und 19. Jahrhunderts in Brüxgen die Leinenweberei und die (Blau-)Färberei eine wichtige Rolle spielten. Über die ältere Ortsgeschichte ist nichts bekannt.
Brüxgen hatte 1828 insgesamt 209 Einwohner, 1852 waren es 242 Einwohner. Brüxgen bildete nach dem Zweiten Weltkrieg mit den Orten Breberen, Broichhoven, Buscherheide, Nachbarheid und Schümm die Gemeinde Breberen-Schümm. Bis dahin war Brüxgen Teil der Gemeinde „Schümmerquartier“ (Schümm). Mit dem Gesetz zur Neugliederung von Gemeinden des Selfkantkreises Geilenkirchen-Heinsberg vom 24. Juni 1969 wurde die Gemeinde Breberen-Schümm zum 1. Juli 1969 in die Gemeinde Gangelt eingegliedert. Rechtsnachfolgerin ist die Gemeinde Gangelt.

### Kirchengeschichte
Die Pfarre St. Maternus Breberen umfasst heute die Orte Breberen, Broichhoven, Buscherheide, Nachbarheid und seit dem 19. Jahrhundert auch Brüxgen und Schümm. Die Bevölkerung im Pfarrgebiet besteht zum größten Teil aus Katholiken.
Die Pfarre wird urkundlich 1079 erwähnt. Die Herren von Millen waren die Grundherren. 1282 wurde die Grundherrschaft an die Herren von Heinsberg verkauft. Damit war auch das Patronat der Kirche verbunden. 1492 wurde die Kirche dem Heinsberger Gangolfusstift, das auch den Zehnt besaß, inkorporiert. Nach der Zugehörigkeit zum Bistum Lüttich, dem Erzbistum Köln und heute dem Bistum Aachen gehört Breberen seit 1925 zum Dekanat Gangelt. Die heutige Kirche wurde um 1830 erbaut und am 18. Oktober 1944 im Zweiten Weltkrieg gesprengt. 1954 wurde die Kirche mit einer neuen Fassade und einem Westturm neu aufgebaut.
Im Zuge der Pfarrgemeindereformen im Bistum Aachen wurde die ehemals eigenständige katholische Pfarrgemeinde St. Maternus Breberen in die Weggemeinschaft der kath. Pfarrgemeinden Gangelt eingegliedert.

### Schulwesen
- Volksschule Brüxgen, 1925: 2 Klassen, 2 Stufen, 1 Lehrer, 1 Lehrerin, 84 Kinder
- Volksschule Breberen-Schümm 1965: 5 Klassen, 5 Lehrerstellen, 178 Kinder

## Politik
Gemäß § 3 (1) c) der Hauptsatzung der Gemeinde Gangelt bilden die Orte Breberen, Broichhoven, Brüxgen, Buscherheide, Nachbarheid und Schümm einen Gemeindebezirk. Der wird durch einen Ortsvorsteher im Gemeinderat der Gemeinde Gangelt vertreten. Ortsvorsteher des Gemeindebezirks ist Günther Dammers (Stand 2014).

## Infrastruktur

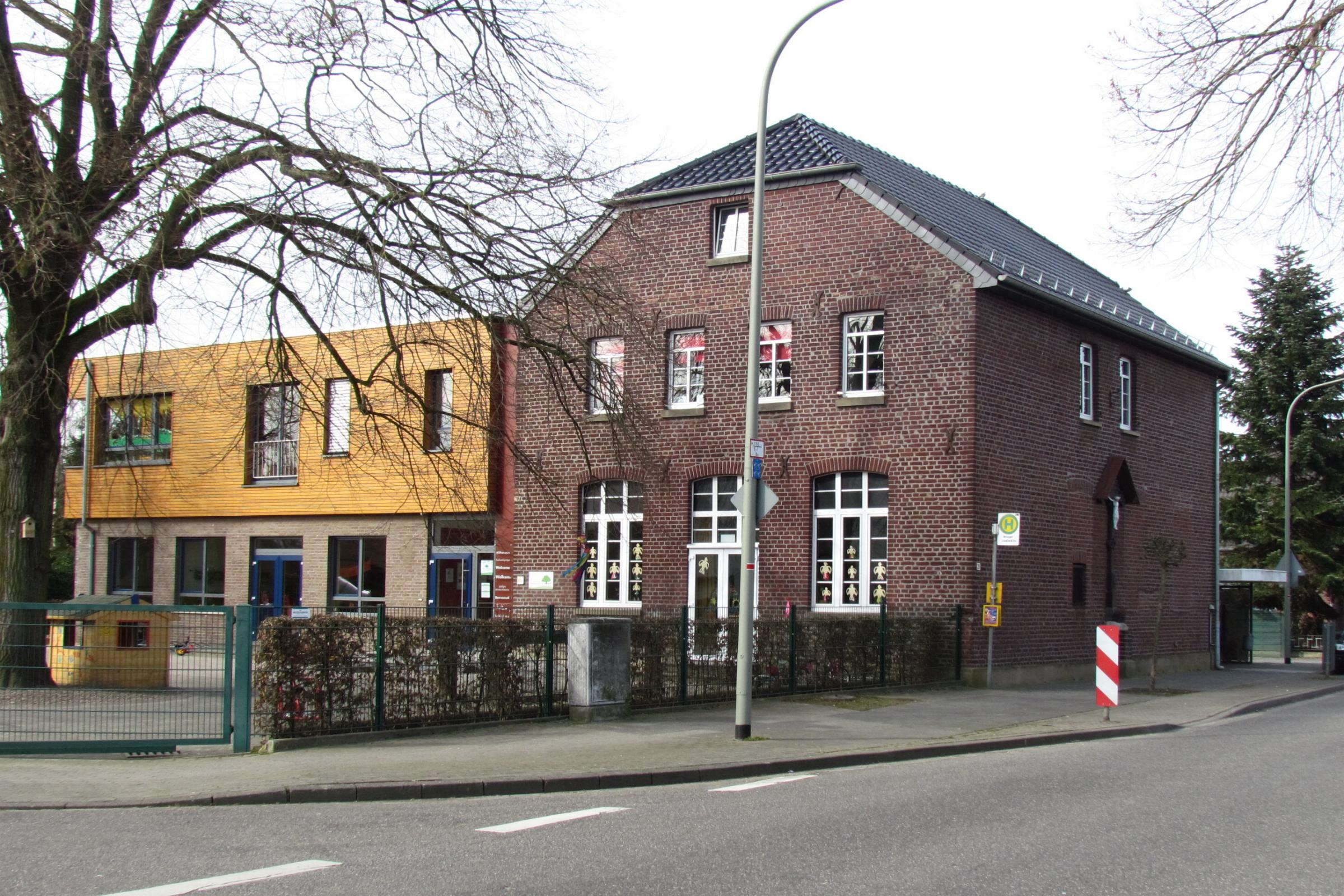
Kindergarten in Brüxgen

### Sehenswürdigkeiten

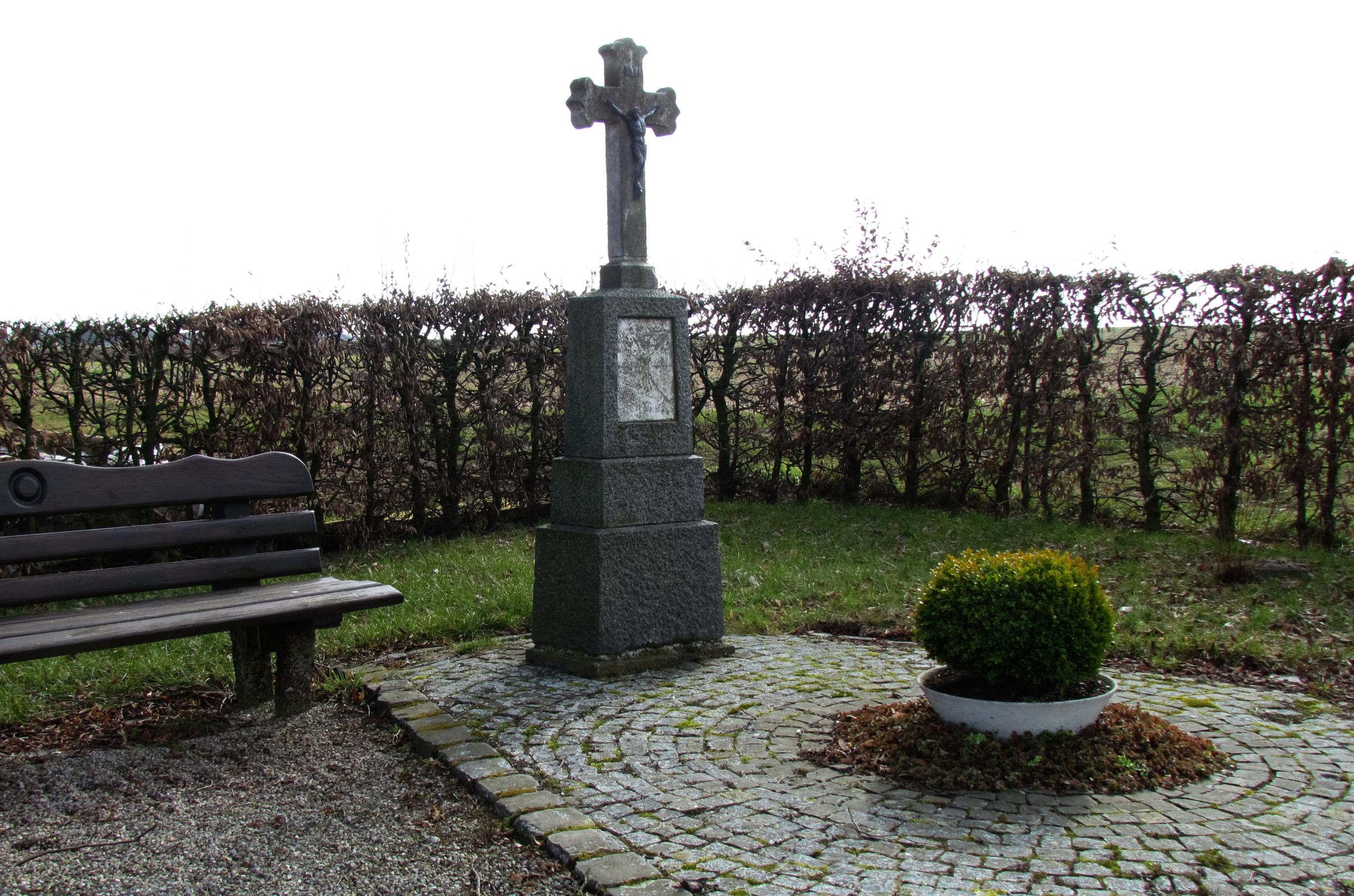
Wegekreuz in Brüxgen

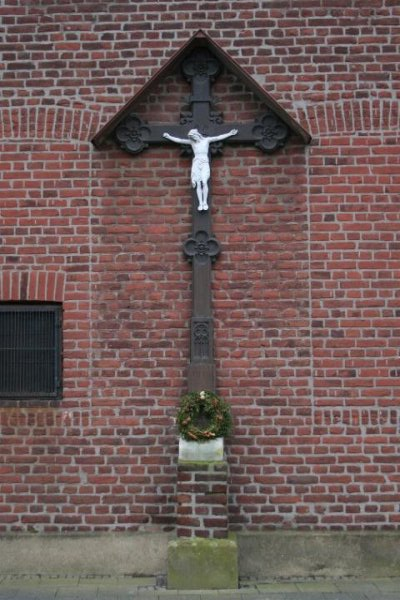
Wegekreuz in Brüxgen

- Katholische Pfarrkirche St. Maternus in Breberen als Denkmal Nr. 29
- Buntverglasung in der katholischen Pfarrkirche[8]
- Windmühle Breberen als Denkmal Nr. 30
- Haus Altenburg in Breberen als Denkmal Nr. 31
- Wasserpumpe an der Römerstraße als Denkmal Nr. 33
- Ehemaliges Schulgebäude in Brüxgen, als Denkmal Nr. 32
- Wegekreuz am ehemaligen Schulgebäude in Brüxgen als Denkmal Nr. 34

### Verkehr
Die AVV-Linien 423,  434 und 474 der WestVerkehr verbinden Brüxgen an Schultagen mit Breberen, Gangelt, Geilenkirchen und Heinsberg. 
Zudem verkehrt der Multi-Bus seit dem 9. Juni 2024 kreisweit erweitert und zu einheitlichen Bedienzeiten. Mehr Informationen gibt es bei WestVerkehr.
| Linie | Verlauf |
| ----- | --- |
| 423   | (Stahe – Niederbusch) / (Kreuzrath – Birgden – Schierwaldenrath – Langbroich) – Birgden Schule oder Breberen Grundschule – (Schümm ←) Kievelberg – Hastenrath – Gangelt – Mindergangelt – Gangelt Bf – Vinteln – Langbroich                                                            |
| 434   | Geilenkirchen Bf – Bauchem – Niederheid – Hatterath – Gillrath – Birgden – Schierwaldenrath Bf – Langbroich – Schümm – Brüxgen – Breberen – Saeffelen – Heilder – Höngen |
| 474   | Heinsberg Busbf – (Aphoven – Laffeld –) Selsten – (Braunsrath – Löcken – Schöndorf – Obspringen – Brüggelchen) / Hontem – Waldfeucht – Bocket – Saeffelen / Abzw. Nachbarheid ← Breberen – (Harzelt ← Langbroich ←) (Kievelberg – Hastenrath) / (Brüxgen – Schümm) / Vinteln – Gangelt |

## Vereine
- Freiwillige Feuerwehr Gangelt, Löscheinheit Breberen zuständig auch für Brüxgen
- Vereinte Schützen e. V. Breberen-Brüxgen e. V.
- Trommler- und Pfeifercorps Breberen e. V.
- Instrumentalverein St. Josef Breberen-Schümm e. V.
- Sportverein 1920 SV Breberen e. V.
- Reit- und Fahrverein Breberen e. V.
- Breberener Karnevalsverein 84 e. V.
- Frauengemeinschaft Breberen e. V.
- Kirchenchor St. Cäcilia Breberen e. V.
- Jugendgruppe Breberen
- Sozialverband VdK – Ortsverband Breberen

## Regelmäßige Veranstaltungen
- Vogelschuss der Bruderschaft
- Patronatsfest und Kirmes in Breberen
- St. Martin-Umzug in Brüxgen

## Straßennamen
Am Damm, Hochstraße, Heidweg, Josefsstraße, Maternusstraße, Schützenstraße, Sebastianusstraße

## Persönlichkeiten
- Karl-Josef Kutsch (* 1924), deutscher Arzt und Mitverfasser des Großen Sängerlexikons, in Brüxgen geboren
- Margit Wennmachers (* 1965), amerikanische Unternehmerin, in Brüxgen geboren